# Polygala praticola
Polygala praticola är en jungfrulinsväxtart som beskrevs av Chod.. Polygala praticola ingår i släktet jungfrulinssläktet, och familjen jungfrulinsväxter. Inga underarter finns listade i Catalogue of Life.